# Deutscher Preis für Nature Writing
Der Deutsche Preis für Nature Writing ist ein Literaturpreis für deutschsprachiges Nature Writing, also literarische Veröffentlichungen über Natur. Er wird seit 2017 vom Verlag Matthes & Seitz Berlin zunächst in Kooperation mit dem Bundesamt für Naturschutz (BfN), seit 2019 in Kooperation mit der Stiftung Kunst und Natur sowie dem Umweltbundesamt (seit 2021) verliehen.

## Preisgeld und Stipendien
Der mit 10.000 Euro dotierte Deutsche Preis für Nature Writing wurde bis 2018 in Verbindung mit einem Aufenthaltsstipendium für die Insel Vilm bei Rügen vergeben. Im Zeitraum von einem Jahr wurde den Ausgezeichneten ein insgesamt sechswöchiger Aufenthalt auf der Insel ermöglicht, auf der die Außenstelle des BfN mit der Internationalen Naturschutzakademie beheimatet ist.
In Kooperation mit der Bayerischen Akademie des Schreibens sowie der Stiftung Nantesbuch wurden 2019 erstmals drei Stipendien für Seminare und Schreibwerkstätten zum Thema Nature Writing vergeben: Die Gewinnerinnen sind Sophia Klink, Linn Penelope Micklitz und Anna Ospelt.

## Programm
Mit dem Deutschen Preis für Nature Writing zeichnen die Stifter Autoren aus, die sich in ihrem literarischen Werk auf Natur beziehen. Der Preis knüpft an die vor allem im angelsächsischen Raum ausgeprägte schriftstellerische Tradition des Nature Writing an. Die Autoren dieser literarischen Schule befassen sich mit der Wahrnehmung von Natur, mit dem praktischen Umgang mit dem Natürlichen, mit der Reflexion über das Verhältnis von Natur und Kultur und mit der Geschichte der menschlichen Naturaneignung. Es finden verschiedene Genres Berücksichtigung, also sowohl essayistisches als auch lyrisches und erzählendes Schreiben.

## Preisträger
| Jahr | Preisträger/in                           | Jury                                                                                                   | Begründung |
| ---- | ---------------------------------------- | --- | --- |
| 2017 | Marion Poschmann                         | Judith Schalansky, Jan Wagner, Ludwig Fischer, Brigitte Labs-Ehlert                                    | Die Jury würdigt insbesondere die außerordentlich genauen Naturbilder und die subtilen poetischen Evokationen einer Durchdringung von eigenmächtiger Natur und menschlicher Kulturtätigkeit in der Lyrik der Autorin sowie die klarsichtigen poetologischen Reflexionen über die ›Chiffrierung von Natur‹ im Literarischen, wie sie der jüngste Essayband präsentiert |
| 2018 | Sabine Scho; Christian Lehnert           | Judith Schalansky, Marion Poschmann, Ludwig Fischer, Brigitte Labs-Ehlert, Steffen Richter             | Sabine Scho „steht mit ihren immer wieder experimentellen künstlerischen Projekten für eine im deutschsprachigen Raum seltene Erarbeitung einer zeitgemäßen Nature Poetry.“ Zu Lehnert: „Die Prägnanz und Evokationskraft der einzelnen Naturbilder beeindruckt hierbei ebenso wie der souveräne Gebrauch der Odenform, mit der das Mannigfaltige eingefangen, das Unfassbare fassbar gemacht wird.“ |
| 2019 | Daniela Danz; Martina Kieninger          | Judith Schalansky, Sabine Scho, Ludwig Fischer, Brigitte Labs-Ehlert, Steffen Richter                  | Daniela Danz‘ „Beschreibungen von den verlassenen Rändern der Welt mitten in Europa fragen in Bildern aus dem Tier-, Pflanzen- und Mineralienreich wie es weitergeht, wenn die Menschen an ihren Fortschritten zugrunde gehen.“ Zu Martina Kieninger heißt es: „In einem gekonnten Setting aus schwarzem Humor und naturwissenschaftlichen Erkenntnissen stellt sie die Frage nach der Natur des Menschen und seinem bestialischen Anteil an der jüngeren, nationalsozialistischen Vergangenheit.“ |
| 2020 | Ulrike Draesner; Esther Kinsky           | Daniela Danz, Martina Kieninger, Ludwig Fischer, Annette Kinitz, Brigitte Labs-Ehlert, Steffen Richter | Ulrike Draesner „überschreitet entschieden Genre- bzw. Gattungsgrenzen: Elemente von Essay, Bericht, Theorie, autobiografischem Notat, Gedicht sind ineinander verwoben.“ Zu Esther Kinsky heißt es, sie „widmet ihre Aufmerksamkeit in vielen Büchern dem Gelände und weist auf Dynamik und Vielschichtigkeit, auf Beharren und Verändern, auf die Wechselbeziehung von menschlichem Vorstoß und natürlichem Widerstand hin. Sie schafft damit ein Neugelände.“ |
| 2021 | Mara-Daria Cojocaru; Bernd Marcel Gonner | Esther Kinsky, Dirk Messner, Ludwig Fischer, Annette Kinitz, Brigitte Labs-Ehlert, Steffen Richter     | „Die Jury zeichnet [...] zwei Texte aus, die das Spektrum von Nature Writing aufzeigen: zum einen einen sprachexperimentell avancierten Text zu Natur im urbanen Raum, zum anderen einen sprachlich kunstvoll montierten Text über die körperliche wie mentale Einarbeitung in ein historisch, kulturell und ökologisch besonderes Gelände eines abgelegenen ländlichen Raums.“ |
| 2022 | Levin Westermann                         | Steffen Richter, Brigitte Labs-Ehlert, Ludwig Fischer, Sophia Klink                                    | „Mit Levin Westermann wird ein Lyriker, Essayist und Prosaautor ausgezeichnet, der Nature Writing dezidiert als kulturelle Praxis begreift [...]. Westermanns kluge Prosa mit ihrem faszinierenden Rhythmus und ihrer überzeugenden erzählerischen Dramaturgie und ihren dem erforschten Gelände folgenden mäandernden Denkbewegungen wird getragen von einem ethischen Impuls, dem eine tiefe Skepsis gegenüber der eigenen Gattung – dem ‚Wahnsinn einer Spezies außer Rand und Band‘ – eingeschrieben ist.“ |
| 2023 | Susanne Eules                            | Ludwig Fischer, Brigitte Labs-Ehlert, Tobias Lehmkuhl, Steffen Richter, Cécile Wajsbrot                | "Im Gedichtzyklus miami t:ex(i)ting widmet sich Susanne Eules der berühmtesten Stadt Floridas, die wie so viele andere Großstädte vom Anstieg des Meeresspiegels bedroht ist. Eine Bedrohung, von der sich der kapitalistische Hedonismus des Sunshine State allerdings wenig beeindrucken lässt, mag auch ein »wirbelrest von plastikmüll des north atlantic gyre« um die Hafentowers sausen, Miami bleibt die »alpha city mit korallenkette«. Man fährt weiter Kreuzfahrtschiff und reitet fröhlich den »leviathan der erderwämungsachterbahn«. Pierre Aronnax und Ishmael, die alten Wasserhelden, haben in dieser Welt nicht mehr viel zu melden. An ihrer Stelle regiert jetzt das Kaffeehaus Starbucks, das sich den Namen mit dem Steuermann der Pequod teilt, und Kyogre, die »Wetter-Legende« aus dem Pokémon-Spiel. Susanne Eules bringt die Verse dabei in Bewegung, als verfüge dey über eine Wellenmaschine: Mal wie Treibgut, mal wie Schaumkronen wogen diese Verse über die Seiten, spielerisch, virtuos und von satirischer Schärfe: »o greenland du neues flo/rida«! |
| 2024 | Kenah Cusanit                            | Petra Ahne, Jean-Marie Dhur, Steffen Richter, Cécile Wajsbrot, Florian Werner                          | „Ein Kurzstreckenlauf durchs World Wide Web mündet in eine Überquerung der Alpen, ein Greifvogel kreist über der Geschichte der Namen von Weizensorten, ein menschliches Herz ähnelt einem Hefeteig. Kenah Cusanits Essay Senatore Capelli springt mit intellektueller Neugier, mit sprachlicher Elastizität und Elan, mit Haltung und Humor zwischen scheinbar unvereinbaren Themenfeldern hin und her und verbindet sie zu einem oszillierenden Ganzen. Die Autorin faltet Motive in- und übereinander, findet Verwandtschaften im scheinbar Fremden, zoomt ins Detail und wagt die Vogelperspektive. Sie verknüpft die Mikrostruktur einer Darminnenwand mit den Stoppelfeldern der industriellen Landwirtschaft. Ein temporeicher, ganz und gar gegenwärtiger Text, der die Grenzen dessen, was Nature Writing sein kann, auf staunenswerte Weise erweitert.“ |